# Anna (Woronesch)
Anna (russisch А́нна) ist eine Siedlung städtischen Typs in der Oblast Woronesch (Russland) mit 18.032 Einwohnern (Stand 14. Oktober 2010).

## Geographie
Die Siedlung liegt im südlichen Zentralrussland knapp 100 Kilometer östlich der Oblasthauptstadt Woronesch, am hohen rechten Ufer des Don-Nebenflusses Bitjug.
Anna ist seit 1928 Verwaltungszentrum des gleichnamigen Rajons Anna.

## Geschichte
In den Jahren 1697 und 1698 gründeten freie (nicht leibeigene) Siedler um Iwan Prisselkin entlang des Bitjug mehrere Dörfer, allerdings ohne Erlaubnis des Zaren Peter I., sodass dieser die Ansiedlungen 1699 niederbrennen und die Bewohner vertreiben ließ. 1701 wurde das nach dem kleinen Bitjug-Nebenfluss Anna benannte Dorf wiedererrichtet, nun von Leibeigenen des Zarenhofes.
1797 schenkte Zar Pawel I. dem General und späteren russischen Reichskanzler Fjodor Rostoptschin mehrere Landgüter aus dem Besitz der Krone im Gouvernement Woronesch, darunter auch Anna. Nach seinem Rücktritt 1801 widmete sich Rostoptschin der Umgestaltung dieser Besitzungen und ließ in Anna einen Landsitz mit Park errichten.
Fjodor Rostoptschins Sohn Andrei lebte bis 1842 auf dem Gut Anna, um das inzwischen ein größeres Dorf entstanden war, und verkaufte es in Folge. 1873 gelangte es schließlich in Besitz der Adelsfamilie der Fürsten Barjatinski. Unter der Besitzerin Nadeschda Barjatinskaja (1846–1920) nahmen Gut und Dorf insbesondere in den Jahren um 1900 einen bedeutenden Aufschwung. Es entstanden eine Wodkabrennerei, eine Ölmühle und eine Ziegelei. Das bereits unter Rostoptschin existierende Gestüt wurde wiederbelebt; die Familie finanzierte den Bau einer Eisenbahnstrecke nach Anna und den Bau sozialer Einrichtungen, wie eines Kinderheimes und eines Krankenhauses.
Während des Zweiten Weltkriegs befand sich in Anna 1942 bis 1943 zeitweise der Stab der Woronescher Front der Roten Armee unter Armeegeneral Nikolai Watutin, nach dem später eine Straße benannt wurde.
1958 erhielt Anna den Status einer Siedlung städtischen Typs.
| Bevölkerungsentwicklung               | Bevölkerungsentwicklung | Bevölkerungsentwicklung | Bevölkerungsentwicklung | Bevölkerungsentwicklung | Bevölkerungsentwicklung | Bevölkerungsentwicklung | Bevölkerungsentwicklung | Bevölkerungsentwicklung | Bevölkerungsentwicklung |        |
| ------------------------------------- | ----------------------- | ----------------------- | ----------------------- | ----------------------- | ----------------------- | ----------------------- | ----------------------- | ----------------------- | ----------------------- | ------ |
| Jahr                                  | 1710                    | 1859                    | 1892                    | 1939                    | 1959                    | 1970                    | 1979                    | 1989                    | 2002                    | 2010   |
| Einwohner                             | 275                     | 1.503                   | 2.019                   | 7.668                   | 11.834                  | 15.527                  | 17.705                  | 19.080                  | 19.416                  | 18.032 |
| Anmerkung: ab 1939 Volkszählungsdaten |                         |                         |                         |                         |                         |                         |                         |                         |                         |        |

## Kultur und Sehenswürdigkeiten
Bedeutendstes Bauwerk des Ortes ist die monumentale, 13-kupplige Christi-Geburts-Kirche (церковь Рождества Христова/zerkow Roschdestwa Christowa) von 1894 bis 1899 mit 44 Meter hohem Glockenturm. Vom ehemaligen Herrensitz und ehemals 29 Hektar großen Park ist nur wenig erhalten.
In Anna befindet sich das Heimatmuseum des Rajons. Das malerische, waldreiche Tal des Bitjug in der Umgebung von Anna wird touristisch genutzt (Erholungsheime, Kinderferienlager).

## Wirtschaft und Infrastruktur

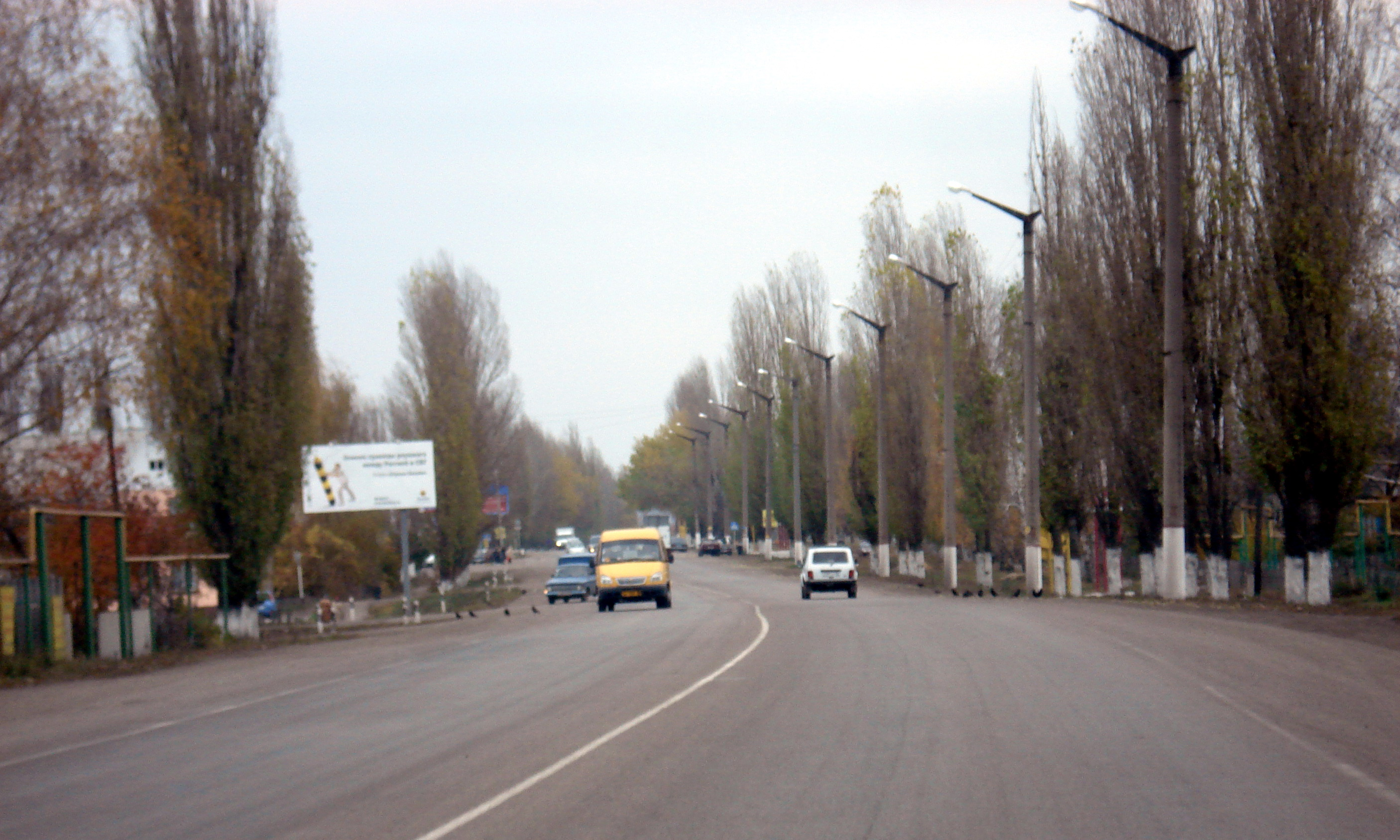
Fernstraße A144 in Anna

Im Anna als Zentrum eines Landwirtschaftsgebietes gibt es hauptsächlich Betriebe der Lebensmittelindustrie, darunter für Spirituosen und Speiseöl, sowie eine 1977 errichtete Großmolkerei, die seit 2001 dem Nahrungsmittelunternehmen Wimm-Bill-Dann Foods gehört, daneben Betriebe der Bauwirtschaft.
Anna ist Endpunkt einer 1897 errichteten, von der Station Grafskaja (bei der Siedlung Krasnolesny) der Eisenbahnstrecke Moskau–Woronesch–Rostow am Don ausgehenden und 88 Kilometer langen Zweigstrecke. Durch die Siedlung führt die Fernstraße A144, die als Teil der Europastraße 38 von Kursk über Woronesch kommend weiter über Borissoglebsk nach Saratow verläuft.

## Persönlichkeiten
- Jewdokija Rostoptschina (1812–1858), Dichterin, Ehefrau Andrei Rostoptschins; lebte zwischen 1833 und 1842 zeitweise auf dem Gut Anna